# 그리스계 카자흐스탄인
그리스계 카자흐스탄인(그리스어:Έλληνες στο Καζακστάν, 카자흐어:Kazakhstandagy grekter, 러시아어:Греки в Казахстане)은 카자흐스탄의 그리스계 소수민족으로 대부분 1944년~1950년 사이에 크림반도, 캅카스, 남부 러시아에서 추방된 폰틱 그리스인의후손으로 구성된다.

## 역사
20세기 40년대까지 카자흐스탄에는 소규모의 그리스인 디아스포라만 있었다. 때문에 1926년에는 불과 157명의 그리스인만이 카자흐스탄에 살았다. 그리스인의 카자흐스탄 으로의 추방은 1944년 6월 2일 5,984명의 그리스인이 크림반도에서 추방되면서 시작되었다. 1949년 6월, 1950년 2월, 1950년 7월에 그리스인들은 조지아, 아르메니아 및 북캅카스에서 추방되었다. 총 추방자의 수는 약 60,000명이었다.

## 현황
1989년 소련 인구 조사에 따르면 46,746명의 그리스인이 카자흐스탄에 거주했지만 소련 붕괴 이후 카자흐스탄에서 그리스인의 이주가 증가하며 1999년엔 불과 12,703명만이 그리스인이 카자흐스탄에 살았다 . 현재 카자흐스탄에는 17개의 그리스 공동체가 있으며 2014년 기준 8,819명이 거주하고 있다. 키르기스스탄의 그리스인과 함께 그들은 카자흐스탄과 키르기스스탄의 그리스인 공동체 연합인 "필리아(FILIA, φιλία)"는 신문을 발행하고 민속 행사를 조직하며 그리스어와 문화 연구를 돕고있다.

## 인구
| 년도   | 퍼센트(%) | 인구   |
| ------ | --------- | ------ |
| 1926년 | 0.00      | 157    |
| 1939년 | 0.02      | 1,374  |
| 1959년 | 0.60      | 55,543 |
| 1970년 | 0.31      | 39,241 |
| 1979년 | 0.34      | 49,930 |
| 1989년 | 0.28      | 46,746 |
| 1999년 | 0.08      | 12,703 |
| 2009년 | 0.06      | 8,846  |
| 2014   | 0.05      | 8,819  |
| 2023년 |           | 11,919 |

## 같이 보기
- 그리스 디아스포라
- 카자흐스탄의 인구